# Список екорегіонів Мозамбіку
Нижче наведено список  екорегіонів в Мозамбіку, про що свідчить  Всесвітній Фонд дикої природи (ВФД).

## Наземні екорегіони
по  основних типах середовищ існування 

### Тропічні та субтропічні вологі широколисті ліси
- Прибережні ліси Мапуталенда
- Прибережні ліси Південного Занзібару-Іньямбане

### Тропічні і субтропічні луки, савани і чагарники
- Східні міомбові рідколісся
- Південні міомбові рідколісся
- Мопанові рідколісся Замбезії

### Затоплювані луки і савани
- Прибережна затоплювана савана Замбезі
- Затоплювані луки Замбезії

### Гірські луки і чагарники
- Гірські ліси і луки Східного Зімбабве
- Чагарники і заросли Мапуталенда-Пондоленда
- Гірські ліси і луки Південного Малаві
- Гірські ліси і луки Південного нагір'я

### Мангри
- Мангри Східної Африки
- Мангри Південної Африки

## Прісноводні екорегіони
по біорегіону

### Великі Африканські озера
- Ньяса (Малаві, Мозамбік, Танзанія)

### Східний і прибережний
- Басейн Східного узбережжя (Мозамбік, Танзанія)
- Озера Чилва і Чіута (Малаві, Мозамбік)

### Замбезі
- Низький Велд Замбезі (Мозамбік, Південно-Африканська Республіка, Свазіленд, Зімбабве)
- Замбезі
  - Мулань (Малаві, Мозамбік)
  - Нагір'я Східного Зімбабве (Мозамбік, Зімбабве)
  - Високий Велд Замбезі (Зімбабве)
  -  Луангва Середнього Замбезі (Мозамбік, Замбія, Зімбабве)
  - Нижня Замбезі (Малаві, Мозамбік)

## Морські екорегіони
- Бухта Софала / болотисте узбережжя
- Делагоа
- Східно-африканський Кораловий берег